# Primorya ussuriensis
Primorya ussuriensis (лат.) — вид серых мясных мух, единственный в составе рода Primorya из подсемейства Paramacronychiinae (Sarcophagidae). Эндемик Приморского края (Россия).

## Распространение
Россия, Приморский край, Уссурийский заповедник.

## Описание
Мелкие мухи, длина 6 мм. Парафациальная пластинка голая. Грудь с несколько разреженным микротоментумом, черноватого вида; рисунок брюшка с серебристо-серым микротоментумом в передних полосах, с небольшим намеком на боковые пятна и всегда оставляя атоментозный чёрный задний край по крайней мере на тергите T4. Высота щеки примерно отчётливо менее 0,5 высоты глаза. Название вида и рода дано по месту обнаружения типовой серии (Уссурийский заповедник).